# Indothais
Indothais is een geslacht van weekdieren uit de klasse van de Gastropoda (slakken).

## Soorten
- Indothais blanfordi (Melvill, 1893)
- Indothais dubia (Schepman, 1919)
- Indothais gradata (Jonas, 1846)
- Indothais javanica (Philippi, 1848)
- Indothais lacera (Born, 1778)
- Indothais malayensis (Tan & Sigurdsson, 1996)
- Indothais pinangensis (K. S. Tan & Sigurdsson, 1996)
- Indothais rufotincta (K. S. Tan & Sigurdsson, 1996)
- Indothais sacellum (Gmelin, 1791)
- Indothais scalaris (Schubert & J. A. Wagner, 1829)
- Indothais wutingi (Tan, 1997)